# Le Perreux-sur-Marne
Le Perreux-sur-Marne je vzhodno predmestje Pariza in občina v departmaju Val-de-Marne osrednje francoske regije Île-de-France. Leta 1999 je naselje imelo 30.080 prebivalcev.

## Geografija
Le Perreux-sur-Marne leži 12 km vzhodno od središča Pariza ob reki Marni.

## Administracija
Le Perreux-sur-Marne je sedež istoimenskega kantona, vključenega v okrožje Nogent-sur-Marne.

## Zgodovina
Občina je bila ustanovljena 28. februarja 1887 na ozemlju, izločenem iz dotedanje občine Nogent-sur-Marne.

## Pobratena mesta
- Anjou, Quebec (Kanada),
- Forchheim (Nemčija),
- Lambaréné (Gabon).